# 越南東醫學
東醫學，又稱為越南傳統醫學（英語：Vietnamese Traditional Medicine），是一種傳統醫學，源自於漢醫學。相對於西方醫學，越南為東方，故稱為東醫學。越南東醫學，又分成以中藥（北藥）為主的北醫，與用越南當地藥材（南藥）為主的南醫。

## 醫療機構
為了保護傳統醫學，越南政府設有東醫研究院和東醫學會。

## 外部連結
- 越南東方醫學會 （页面存档备份，存于）